# Kostantin Ėsperovič Belosel'skij-Belozerskij
Konstantin Ėsperovič Belosel'skij-Belozerskij (in russo Константин Эсперович Белосельский-Белозерский?; 16 giugno 1843 – Neuilly-sur-Seine, 26 maggio 1920) è stato un generale russo.

## Biografia
Era il figlio di Ėsper Aleksandrovič Belosel'skij-Belozerskij, e di sua moglie, Elena Pavlovna Bibikova. Venne educato a casa.

## Carriera
Nel 1861 entrò nel reggimento delle guardie a cavallo. Ha partecipato alla guerra russo-turca (1877-1878). Nel 1881 è stato l'aiutante dello zarevic, il futuro imperatore Alessandro III.
Nel 1896 tornò in servizio con il grado di maggiore. Il 16 aprile 1917 si dimise dal servizio a causa della malattia.

## Matrimonio
Sposò Nadežda Dmitrievna Skobeleva (1847-1920), sorella del generale Michail Dmitrievič Skobelev. Ebbero quattro figli:
- Sergej Kostantinovič (1867-1951);
- Elena Konstantinovna (1869-1944), sposò Viktor Sergeevič Kočubej, ebbero tre figli;
- Esper Konstantinovič (1871-1921);
- Ol'ga Konstantinovna (1874-1923).

## Morte
Dopo la rivoluzione russa emigrò in Francia. Morì nel 1920 a Neuilly-sur-Seine.

## Onorificenze

### Onorificenze straniere
| Controllo di autorità | VIAF (EN) 1065152988198612790006 · GND (DE) 1161470271 |